# Laurin & Klement – Škoda 105
Laurin & Klement 105 (ke konci výroby Laurin & Klement – Škoda 105 nebo jen Škoda 105) byl automobil vyráběný československou automobilkou Laurin & Klement od roku 1923 do roku 1925. Byl to nástupce typu 100, jediným rozdílem byla náhradní pneumatika upevněná na straně.
Motor byl vodou chlazený řadový čtyřválec s rozvodem SV. Měl výkon 18 kW (25 koní), vrtání 72 mm a zdvih 110 mm. Objem válců byl 1791 cm³. Vůz mohl jet maximálně 80 km/h.
Celkem bylo vyrobeno 277 kusů.